# Условное топливо
Условное топливо — принятая при расчетах единица учёта органического топлива, то есть нефти и её производных, природного и специально получаемого при перегонке сланцев и каменного угля, газа, торфа – которая используется для счисления полезного действия различных видов топлива в их суммарном учёте.
Основной показатель топлива — удельная теплота сгорания. Для целей сравнения видов топлива введено понятие условного топлива.
Принято, что теплота сгорания 1 кг твердого (жидкого) условного топлива (или 1 куб. м газообразного) равна 29,3 МДж (7 000 ккал). Для пересчета натурального топлива в условное применяется калорийный эквивалент Эк, величина которого определяется отношением низшей теплоты сгорания конкретного рабочего топлива. Перевод натурального топлива в условное производится умножением количества натурального топлива на калорийный эквивалент.

## Калорийный эквивалент
Для пересчета натурального топлива в условное применяют калорийный эквивалент Эк, величина которого определяется отношением низшей теплоты сгорания конкретного рабочего топлива (Q 1 r к теплоте сгорания условного топлива Эк = Q 1 r / 29,3. Перевод натурального топлива в условное производится умножением количества натурального топлива на калорийный эквивалент Ву = Вн • Эк где Ву и Вн — количества условного и натурального топлива. Зольность и влажность топлива уменьшают величину калорийного эквивалента. Значение калорийного эквивалента принимают в среднем: для нефти 1,4; природного газа 1,2 (для тыс м3); торфа 0,4; кокса 0,93. Понятие условного топлива применяется при планировании и анализе теплоэнергетических процессов для удобства сопоставления различных видов топлива.

## Единицы измерения
В СССР и России за единицу условного топлива (у. т.) принималась теплотворная способность 1 кг каменного угля = 29,3 МДж или 7000 ккал. тонна условного топлива (т. у. т.) — единица измерения энергии, равная 29,3 ГДж; определяется как количество энергии, выделяющееся при сгорании 1 тонны каменного угля. 
Международное энергетическое агентство (IEA) приняло за единицу нефтяной эквивалент, обычно обозначаемый аббревиатурой TOE (англ. Tonne of oil equivalent); одна тонна нефтяного эквивалента равняется 41,868 ГДж или 11,63 МВт·ч. 

Применяется также единица — баррель нефтяного эквивалента (BOE): 1 toe = 7,11, 7,33 или 7,4 boe.
В США цены на энергоносители, и в особенности на природный газ, часто измеряют в долларах ($) на единицу MMBtu(1 млн БТЕ) (1 Btu ≈ 1054,615 Дж; в Общероссийском классификаторе единиц измерения британская тепловая единица определена как 1,055 кДж), для этого используется понятие «термальная цена» топлива. Термальные цены на уголь могут заметно отличаться от цен на жидкое или газообразное топливо. Например, цена нефти в 2010 году — около 12$ за MMBtu, природного газа около 5$, а угля около 2$, что объясняется спросом на такие виды топлива.
Один гигаджоуль эквивалентен 26,8 м³ природного газа при стандартной температуре и давлении. Таким образом, 1 млн БТЕ = 28,263682 м³ природного газа при стандартной температуре и давлении.
Ещё одно использование британской тепловой единицы — котировки цен на топливо (как правило, на англо-американских рынках). Один баррель нефти содержит 5,825⋅106 BTU. Одна тысяча кубических метров природного газа содержит 35 800 000 BTU.
Поскольку BTU слишком маленькая единица в денежном измерении, для котировки часто используется терм, 1 терм = 100 000 BTU.

## Лесоводство
В энергетическом лесоводстве и сельском хозяйстве (особенно в Великобритании) за эталон Биомассы иногда берется т. н. ODT Топочно-высушенная тонна. Которая в определенной мере стандартизирует калорийность разных энергетических культур (традиционно речь идет о дровах)

## Эквивалент галлона бензина
В США также используется такой термин как Эквивалент галлона бензина (Gasoline gallon equivalent (GGE)), для сравнения бензина с другими видами жидкого и газообразного топлива.
GGE рассчитывается для бензина в галлонах США при 114000  БТЕ/ галлон (0.120276 ГДж),
или 7594 ккал/литр. Национальная конференция весов и измерений (NCWM) разработала стандартную единицу измерения для сжатого природного газа, определенную в Приложении D к Справочнику NIST 44 следующим образом: «1 Бензиновый [US] галлонный эквивалент (GGE) означает 2,567 кг (5,660 фунтов)) природного газа.»
Когда потребители заправляют свои автомобили СПГ в США, СПГ обычно измеряется и продается в единицах GGE. Это довольно полезно в сравнении с галлонами бензина.
| топливо                                            | Эквивалент галлона бензина | BTU/единица                 | кВт·ч/единица |
| -------------------------------------------------- | -------------------------- | --------------------------- | ------------- |
| бензин (базовый)                                   | 1 US gallon                | 114,000 BTU/gal             | 33.41         |
| Бензин (обычный, летний)                           | 0.996 US gallon *          | 114,500 BTU/gal             | 33.56         |
| Бензин (обычный, зимний)                           | 1.013 US gallon *          | 112,500 BTU/gal             | 32.97         |
| Бензин (переформулированный бензин, E10 — этанол)  | 1.019 US gallon *          | 111,836 BTU/gal             | 32.78         |
| Gasoline (reformulated gasoline, ETBE)             | 1.019 US gallon *          | 111,811 BTU/gal             | 32.77         |
| Gasoline (reformulated gasoline, MTBE)             | 1.020 US gallon *          | 111,745 BTU/gal             | 32.75         |
| Gasoline (10 % MBTE)                               | 1.02 US gallon             | 112,000 BTU/gallon          | 32.83         |
| Gasoline (regular unleaded)                        | 1 US gallon                | 114,100 BTU/gal             | 33.44         |
| Diesel #2                                          | 0.88 US gallons            | 129,500 BTU/gal             | 37.95         |
| Biodiesel (B100)                                   | 0.96 US gallons            | 118,300 BTU/gal             |               |
| Bio Diesel (B20)                                   | 0.90 US gallons            | 127,250 BTU/gal             |               |
| Liquid natural gas (LNG)                           | 1.5362 US gallons          | 75,000 BTU/gal              |               |
| Компримированный природный газ (CNG)               | 126.67 cu ft (3.587 m3)    | 900 BTU/cu ft               |               |
| Hydrogen at 101.325 kPa                            | 357.37 cu ft               | 319 BTU/cu ft               |               |
| Hydrogen by weight                                 | 0.997 kg (2.198 lb)        | 119.9 MJ/kg (51,500 BTU/lb) |               |
| Сжиженные углеводородные газы (propane) (LPG)      | 1.35 US gallons            | 84,300 BTU/gal              |               |
| Метанол (M100)                                     | 2.01 US gallons            | 56,800 BTU/gal              |               |
| Ethanol fuel (E100)                                | 1.500 US gallons           | 76,100 BTU/gal              |               |
| Ethanol (E85)                                      | 1.39 US gallons            | 81,800 BTU/gal              |               |
| Jet fuel (naphtha)                                 | 0.97 US gallons            | 118,700 BTU/gal             |               |
| Jet fuel (kerosene)                                | 0.90 US gallons            | 128,100 BTU/gal             |               |
| Nitromethane                                       | ~2.3 US Gallons            | ~47,000 BTU/gal             |               |
| Electricity                                        | 33.40 kilowatt-hours *     | 3,413 BTU/(kW·h)            |               |
| *calculated based on 114,000 BTU/gal base gasoline |                            |                             |               |

## Примеры
| Порох                       | 3.8⋅106                   |
| Торф                        | 8.1⋅106 , 15⋅106          |
| Дрова (березовые, сосновые) | 10.2⋅106                  |
| Бурый уголь                 | 15⋅106 , 14,7⋅106         |
| Бытовой газ                 | 13.25⋅106                 |
| Каменный уголь              | 22⋅106 , 29,3⋅106         |
| Спирт этиловый              | 25⋅106                    |
| Метанол                     | 22.7⋅106                  |
| 1 у. т.                     | 29.308⋅106 (7000 ккал/кг) |
| Древесный уголь             | 31⋅106                    |
| Метан                       | 50.1⋅106                  |
| Мазут                       | 39.2⋅106                  |
| Дизельное топливо           | 42.7⋅106                  |
| Нефть                       | 41⋅106                    |
| Бензин                      | 44⋅106 , 42⋅106           |
| Керосин                     | 40,8⋅106                  |
| Этилен                      | 48.0⋅106                  |
| Пропан                      | 47.54⋅106                 |
| Водород                     | 120.9⋅106                 |